# Loyd Blankenship
| QS-Informatik | Dieser Artikel wurde wegen inhaltlicher Mängel auf der Qualitätssicherungsseite der Redaktion Informatik eingetragen. Dies geschieht, um die Qualität der Artikel aus dem Themengebiet Informatik auf ein akzeptables Niveau zu bringen. Hilf mit, die inhaltlichen Mängel dieses Artikels zu beseitigen, und beteilige dich an der Diskussion! (+) |

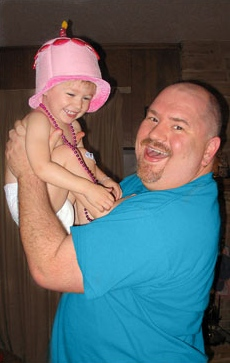
Loyd Blankenship mit seiner Nichte

Loyd Blankenship, alias The Mentor (* 1965), ist ein US-amerikanischer Hacker und Autor.

## Leben
Loyd Blankenship ist der Autor des am 8. Januar 1986 unter dem Pseudonym The Mentor in dem Untergrund-Magazin Phrack veröffentlichten Hackermanifests. Zudem ist er Mitbegründer der Hacker-Gruppe „Legion of Doom“.
Er arbeitet als freischaffender Spieledesigner und Musiker. Für den Spieleverlag Steve Jackson Games entwarf er 1990 das Rollenspiel-System GURPS Cyberpunk, dessen Manuskript 1990 bei einer Razzia des United States Secret Service in der Firmenzentrale von Steve Jackson Games beschlagnahmt wurde. Die Razzia führte zum anschließenden Rechtsstreit der Spielefirma gegen den United States Secret Service, was mit zur Gründung der Electronic Frontier Foundation beitrug.
Später war er als Security- und Software-Engineer bei Intel und als UX Architect bei McAfee und Zimperium tätig.
2005 wurde in dem Film BBS: The Documentary – The Mentor eine Dokumentation über Blankenships Leben veröffentlicht.